# جمعية رحمة للرفق بالحيوان
جمعية رحمة للرفق بالحيوان جمعية سعودية تطوعية غير ربحية، المؤسس صالح العبدالرحمن البليهي @sasb1385  ،  أسست بناء على نظام الجمعيات والمؤسسات الأهلية الصادر بالمرسوم الملكي رقم (م/8) وتاريخ 19 / 2 / 1437 هـ، ومقرها مدينة الرياض ونطاق عملها الجغرافي منطقة الرياض بموجب القرارات الوزارية. قامت الجمعية بالعديد من المبادرات التي تحقق أهدافها الرئيسية والفرعية، والتي من ضمنها نشر الوعي المجتمعي تجاه حماية الحيوان والرفق به، فضلاً عن تقديم المساعدة للحيوانات المحتاجة، وإيجاد منازل دائمة للحيوانات المنقذة.

## الرؤية
رؤيتها هي الريادة في حماية ورعاية الحيوان والرفق به من منطلق ديني وإنساني، وتنمية مجتمع مدرك لأهمية وجود الحيوانات ودورها البيئي.

## الرسالة
نشر الوعي تجاه الحيوانات وحمايتها والرفق بها، وتقديم خدمات التأهيل والتبني والخدمات البيطرية، وإيجاد فرص التدريب وتأهيل الشباب الطموح، وتشجيع الوصاية المسؤولة للحيوانات والمعاملة الإنسانية لها.

## الأهداف
- نشر الوعي فيما يتعلق برعاية وحماية الحيوانات والمحافظة عليها والرفق بها.[4]
- توفير خدمات التأهيل والتبني.[4]
- المساهمة المجتمعية في التدريب والتأهيل.[4]
- تقديم الخدمات البيطرية للحيوانات المحتاجة.[4]

## فعاليات الجمعية
الجمعية تعمل على إطلاق فعاليات بشكل دوري للأطفال والكبار وكل فئات المجتمع، وذلك لنشر الوعي التثقيفي بضرورة أهمية التبني للحيوانات والإهتمام والإحسان لها، حيث نفذت الجمعية ما يقارب 70 فعالية ميدانية وتنموية من خلال وسائل التواصل الإجتماعي، بالتعاون مع عدد من الجهات الحكومية والقطاع الخاص، بالإضافة إلى الجمعيات الخيرية.

## بلاغات الإنقاذ
الجمعية تتلقى نحو 250 بلاغ إنقاذ أسبوعيا، وفي فترة الشتاء يرتفع حجم البلاغات إلى ما يقارب 1000 بلاغ أسبوعي، إذ يقوم الفريق الطبي الخاص بالجمعية بعد البلاغ الذي يرد بمباشرة الحالة ومن ثم نقله إلى الجمعية، وتقوم الجمعية بتحمل نفقة علاج الحيوان مهما كان مرضه أو الإعاقة التي يعاني منها، وذلك من خلال الدعم الذي يصل للجمعية من التبرعات التي تتم عن طريق المنصات الحكومية الرسمية مثل منصة إحسان، ومن ثم تعرض للتبني، كما أن البعض يأتي بالحيوانات ويعرضها للتبني.